# La Jérusalem délivrée (film, 1918)
Pour les articles homonymes, voir La Jérusalem délivrée (homonymie).
Pour plus de détails, voir Fiche technique et Distribution.
La Jérusalem délivrée (La Gerusalemme liberata) est un film italien réalisé par Enrico Guazzoni, sorti en 1918.

## Fiche technique
- Titre original : La Gerusalemme liberata
- Titre français : La Jérusalem délivrée
- Réalisation : Enrico Guazzoni
- Scénario : Enrico Guazzoni d'après le poème La Jérusalem délivrée de Le Tasse
- Photographie : Alfredo Lenci
- Pays d'origine : Royaume d'Italie
- Format : Noir et blanc - 1,33:1 - Film muet
- Genre : drame
- Date de sortie : 1918

## Distribution
- Amleto Novelli : Tancrède
- Edy Darclea : Armide
- Olga Benetti : Clorinda
- Elena Sangro : Erminia
- Beppo Corradi : Rinaldo
- Ljubomir Stanojevic : Aladino
- Eduardo Monteneve : Godefroy de Bouillon
- Rinaldo Rinaldi : Olindo
- Aristide Garbini : Argante